# Kubalonka (Schlesische Beskiden)
Der Kubalonka ist ein Berg in Polen. Mit einer Höhe von 830 m ist er einer der höheren Berge  im Barania-Kamm in den Schlesischen Beskiden. Der Berg ist ein beliebtes Touristenziel mit vielen Ausblicken auf die benachbarten Gebirge und das Tiefland. Er gehört zum Gemeindegebiet von Wisła. Unweit des Gipfels befindet sich der gleichnamige Gebirgspass.

## Tourismus
- Auf den Gipfel führen mehrere markierte Wanderwege von Wisła. Unweit des Gipfels verläuft der Beskiden-Hauptwanderweg
- Auf dem Berg gibt es Langlaufloipen im Winter.